# Catocala florida
Catocala florida là một loài bướm đêm trong họ Erebidae.